# Sabine (cràter)

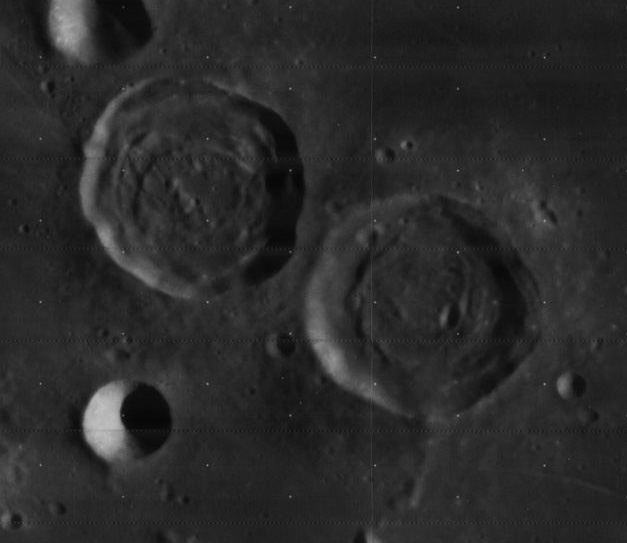
Fotografia de la missió Lunar Orbiter 4 (1967)

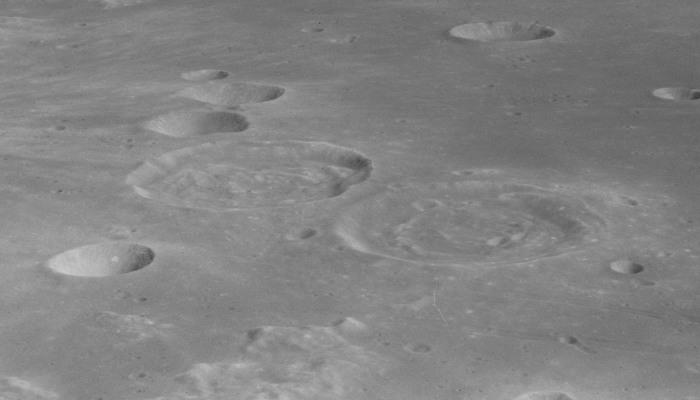
Fotografia de la missió Apol·lo 16

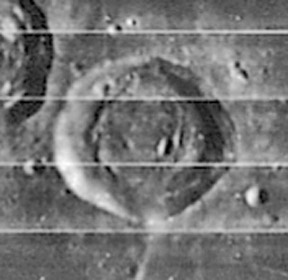
Fotografia de la missió Lunar Orbiter 4

Sabine és un cràter d'impacte lunar que forma una parella de cràters gairebé iguals amb Ritter, situat cap al nord-oest. Les seves dues vores estan separats per una distància de solo un parell de quilòmetres. A l'oest es troba el cràter Schmidt amb forma de bol, i més al nord apareixen Manners i Aragó.
|  |

La vora externa d'aquest cràter és aproximadament circular i és relativament freturós de trets significatius. El sòl interior té un parell de petits cràters i una petita elevació central. Presenta una cresta en l'extrem occidental de la planta concèntrica amb la paret interior.
Tant Sabine com Ritter es pensava originalment que podien ser calderes volcàniques en comptes de cràters d'impacte. En la seva obra "To A Rocky Moon", el geòleg lunar Do I. Wilhelms comentava que: "Tots dos cràters són bessons idèntics en morfologia i grandària (29-30 km). Posseeixen materials ejectats radialment des de les seves vores i cràters secundaris. Malgrat la seva aparent joventut, estan situats sobre la presumiblement activa vora d'un mare. Fins i tot estan alineats al llarg d'una fossa tectònica, Hypatia Rimae. El més significatiu és que manquen de conques profundes, signe reconegut des dels dies de Gilbert com a propi dels impactes." No obstant això, després que es van completar els aterratges de les missions Apol·lo, es va saber que "tots els cràters dins de les conques sofreixen aixecaments isostàtics", ja que "la fina escorça i la major calor generada a l'interior de les conques redueix la viscositat del substrat dels impactes, la qual cosa els permet aconseguir la isostàsia amb el seu entorn més ràpidament que altres cràters."

## Cràters satèl·lit
Per convenció aquests elements s'identifiquen en els mapes lunars col·locant la lletra en el costat del punt central del cràter més proper a Sabine.
|        | \| Sabine \| Coordenades \| Diàmetre \| \| ------ \| ---------------------------------- \| -------- \| \| A \| 1° 18′ N, 19° 30′ E / 1.3°N,19.5°E \| 4 km \| \| C \| 1° 00′ N, 23° 00′ E / 1.0°N,23.0°E \| 3 km \| |          |
| Sabine | Coordenades | Diàmetre |
| A      | 1° 18′ N, 19° 30′ E / 1.3°N,19.5°E | 4 km     |
| C      | 1° 00′ N, 23° 00′ E / 1.0°N,23.0°E | 3 km     |

Els següents tres cràters van ser canviats el nom per la UAI, en honor dels tres astronautes de l'Apol·lo 11:
- Sabine B — Vegeu Aldrin.
- Sabine D — Vegeu Collins.
- Sabine I — Vegeu Armstrong.

### Altres referéncies
- (WGPSN), IAU Working Group for Planetary System Nomenclature. «Gazetteer of Planetary Nomenclature. 1:1 Million-Scale Maps of the Moon» (en anglès).  UAI / USGS, 13-02-2013. [Consulta: 6 abril 2016].
- Andersson, L. E.; Whitaker, E. A.,. NASA Catalogue of Lunar Nomenclature (en anglès).  NASA RP-1097, 1982.
- Blue, Jennifer. «Gazetteer of Planetary Nomenclature» (en anglès).  USGS, 25-07-2007. [Consulta: 2 gener 2012].
- Bussey, B.; Spudis, P.. The Clementine Atlas of the Moon (en anglès).  Nueva York: Cambridge University Press, 2004. ISBN 0-521-81528-2.
- Cocks, Elijah E.; Cocks, Josiah C.. Who's Who on the Moon: A Biographical Dictionary of Lunar Nomenclature (en anglès).  Tudor Publishers, 1995. ISBN 0-936389-27-3.
- McDowell, Jonathan. «Lunar Nomenclature» (en anglès).   Jonathan's Space Report, 15-07-2007. [Consulta: 2 gener 2012].
- Menzel, D. H.; Minnaert, M.; Levin, B.; Dollfus, A.; Bell, B. «Report on Lunar Nomenclature by The Working Group of Commission 17 of the IAU» (en anglès). Space Science Reviews, 12, 1971, pàg. 136.
- Moore, Patrick. On the Moon (en anglès).  Sterling Publishing Co, 2001. ISBN 0-304-35469-4.
- Price, Fred W. The Moon Observer's Handbook (en anglès).  Cambridge University Press, 1988. ISBN 0521335000.
- Rükl, Antonín. Atlas of the Moon (en anglès).  Kalmbach Books, 1990. ISBN 0-913135-17-8.
- Webb, Rev. T. W.. Celestial Objects for Common Telescopes, 6ª edición revisada (en anglès).  Dover, 1962. ISBN 0-486-20917-2.
- Whitaker, Ewen A. Mapping and Naming the Moon (en anglès).  Cambridge University Press, 2003. 978-0-521-54414-6.
- Wlasuk, Peter T. Observing the Moon (en anglès).  Springer, 2000. ISBN 1-85233-193-3.